# ヨプルガ県
ヨプルガ県（ヨプルガけん）は、中華人民共和国新疆ウイグル自治区カシュガル地区に位置する県。

## 行政区画
4鎮、5郷を管轄：
- 鎮：ヨプルガ鎮（岳普湖鎮）、エシメ鎮（艾西曼鎮）、テリム鎮（鉄熱木鎮）、イェクシェンバイバザル鎮（也克先拝巴扎鎮）
- 郷：ヨプルガ郷（岳普湖郷）、アッチク郷（阿其克郷）、スィイェク郷（色也克郷）、バヤワト郷（巴依阿瓦提郷）、アフンルクム郷（阿洪魯庫木郷）

## 交通

### 道路
- 高速道路
  -  麦喀高速道路
- 国道
  - G219国道